# Mickey laboureur
Série Mickey Mouse
Champ de bataille
(1929) The Karnival Kid
(1929)
Pour plus de détails, voir Fiche technique et Distribution.
Mickey Laboureur (titre original : The Plow Boy) est un court métrage d'animation américain des studios Disney avec Mickey Mouse, réalisé par Walt Disney , sorti en 1929.

## Synopsis
Mickey Mouse laboure un champ avec le cheval Horace qui tire la charrue. Puis Mickey trait la vache Clarabelle pendant que Minnie chante et joue de la guitare. La vache, trop amicale avec Mickey, lui lèche par deux fois le visage. Énervée, la souris enroule la langue de la vache autour de son museau et y fait un nœud. Mickey vole ensuite un baiser sur la bouche à Minnie. Le couple a du mal à séparer leurs lèvres serrées. Minnie, furieuse, enfonce le seau de lait sur la tête de Mickey et part. La scène fait rire Clarabelle puis Horace. Une abeille vient piquer Horace. Devenu incontrôlable, il court jusqu'à casser la charrue sur des cailloux. Mickey remplace la charrue par un cochon fouisseur, tiré par Horace.

## Fiche technique
- Titre : Mickey laboureur
- Titre original : The Plow Boy[1]
- Réalisation : Walt Disney
- Voix : Walt Disney (Mickey), Marcellite Garner (Minnie)
- Producteur : Walt Disney, John Sutherland
- Société de  production : Disney Brothers Studios
- Société de distribution : Celebrity Productions
- Pays de production:  États-Unis
- Langue : Anglais américain
- Format : Noir et blanc — 35 mm — 1,33:1 — Son : Mono (Cinephone)
- Genre : Comédie
- Durée : 7 minutes
- Dates de sortie :
  - États-Unis : 9 mai 1929[1]
  - France : 29 novembre 1929
- Affiche : Roger Cartier (France)

## Distribution
- Walt Disney : Mickey Mouse (voix)

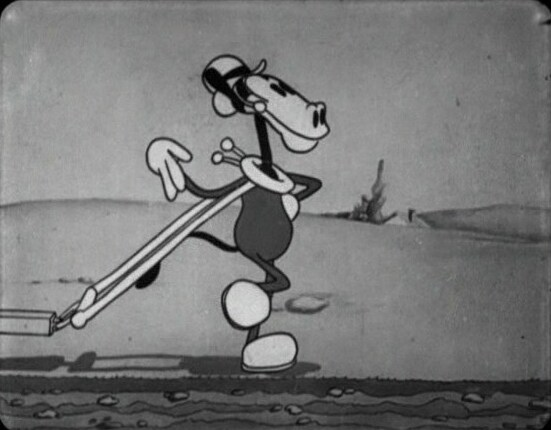
Première apparition de Horace le cheval dans ce dessin animé.

- Marjorie Ralston : Minnie Mouse (voix)

## À noter
- Ce film  marque la première apparition d'un cheval alors normal qui deviendra par la suite anthropomorphique avec le même nom Horace Horsecollar[2].
- En commençant par Steamboat Willie, puis avec Champ de bataille en 1929 jusqu'à Le Fermier musicien et Olympiques rustiques en 1932, une grande proportion des premiers courts métrages de Disney comporte un lien fort avec le monde rural et tire leur humour d'une juxtaposition comique de stéréotypes urbains et ruraux[3].